# جی. ماهش بابو انترتینمنت
جی. ماهش بابو انترتینمنت (انگلیسی: G. Mahesh Babu Entertainment) یک شرکت فیلم‌سازی است که توسط ماهش بابو تأسیس گردید.

## ساخت فیلم
| سال  | نام فیلم    | کارگردان        | زبان       | توضیحات                                                     | مرجع. |
| ---- | ----------- | --------------- | ---------- | ----------------------------------------------------------- | ----- |
| ۲۰۱۵ | مرد ثروتمند | کوراتالا سیوا   | تلوگو      | مشارکت در ساخت با مایتری مووی میکرز (Mythri Movie Makers)   | [ ۷ ] |
| ۲۰۱۶ | جشن بزرگ    | سریکانت آدالا   | تلوگو      | مشارکت در ساخت با پی‌وی‌پی سینما                              |       |
| ۲۰۲۰ | جان‌سخت      | آنیل راویپودی   | تلوگو      | مشارکت در ساخت با ای‌کی انترتینمنتس و سری ونکاتسوارا کریشنز  |       |
| ۲۰۲۲ | حراج دولتی  | پاراسورام       | تلوگو      | مشارکت در ساخت با مایتری مووی میکرز و ۱۴ ریلز پلاس          | [ ۸ ] |
| ۲۰۲۲ | سرگرد       | ساشی کریان تیکا | تلوگو هندی | مشارکت در ساخت با گروه سینمایی سونی پیکچرز و ای‌پلاس‌اس موویز | [ ۹ ] |